# Puccinia opipara
Puccinia opipara ist eine Ständerpilzart aus der Ordnung der Rostpilze (Pucciniales). Der Pilz ist ein Endoparasit des Süßgrases Oplismenus minarum. Symptome des Befalls durch die Art sind Rostflecken und Pusteln auf den Blattoberflächen der Wirtspflanzen. Sie ist ein Endemit Boliviens.

## Merkmale

### Makroskopische Merkmale
Puccinia opipara ist mit bloßem Auge nur anhand der auf der Oberfläche des Wirtes hervortretenden Sporenlager zu erkennen. Sie wachsen in Nestern, die als gelbliche bis braune Flecken und Pusteln auf den Blattoberflächen erscheinen.

### Mikroskopische Merkmale
Das Myzel von Puccinia opipara wächst wie bei allen Puccinia-Arten interzellulär und bildet Saugfäden, die in das Speichergewebe des Wirtes wachsen. Aecien oder Spermogonien der Art sind nicht bekannt. Die gelblichen Uredien des Pilzes wachsen unterseitig auf den Blättern des Wirts. Ihre farblosen bis gelblichen Uredosporen sind meist breitellipsoid, 31–40 × 25–31 µm groß und fein stachelwarzig. Die blattunterseitig wachsenden Telien der Art sind schwarzbraun und früh unbedeckt. Die dunkel haselnussbraunen Teliosporen des Pilzes sind zweizellig, in der Regel ellipsoid und 33–44 × 23–28 µm groß. Ihre Stiele sind hellgelb und bis zu 70 µm lang.

## Verbreitung
Das bekannte Verbreitungsgebiet von Puccinia opipara umfasst lediglich Bolivien.

## Ökologie
Die Wirtspflanze von Puccinia opipara ist Oplismenus minarum. Der Pilz ernährt sich von den im Speichergewebe der Pflanzen vorhandenen Nährstoffen, seine Sporenlager brechen später durch die Blattoberfläche und setzen Sporen frei. Die Art verfügt über einen Entwicklungszyklus, von dem bislang lediglich Telien und Uredien sowie deren Wirt bekannt sind; Spermogonien und Aecien konnten dem Pilz nicht zugeordnet werden.